# フォスター銃架

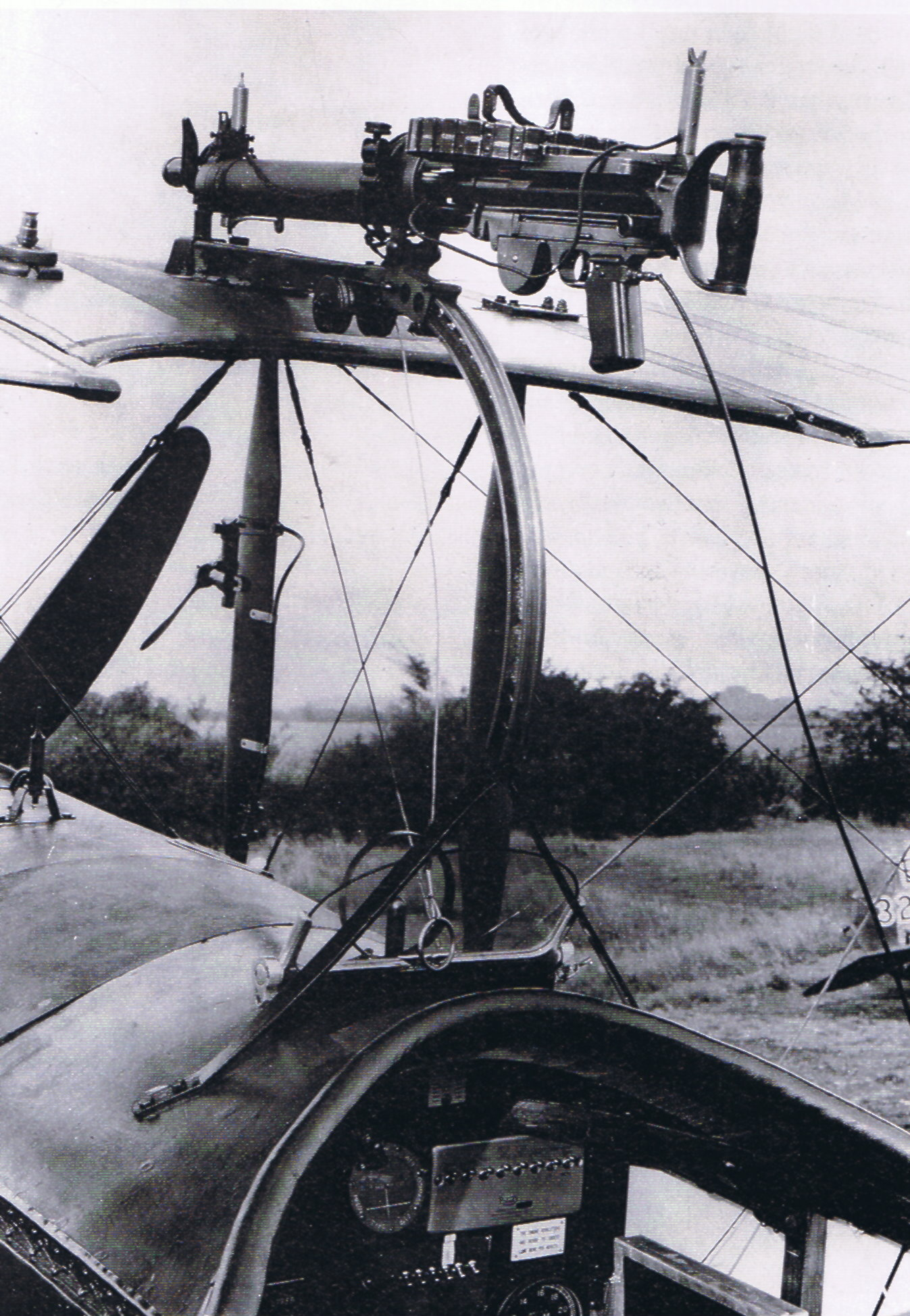
アブロ504K夜間戦闘機に装着されたフォスター銃架とルイス機関銃

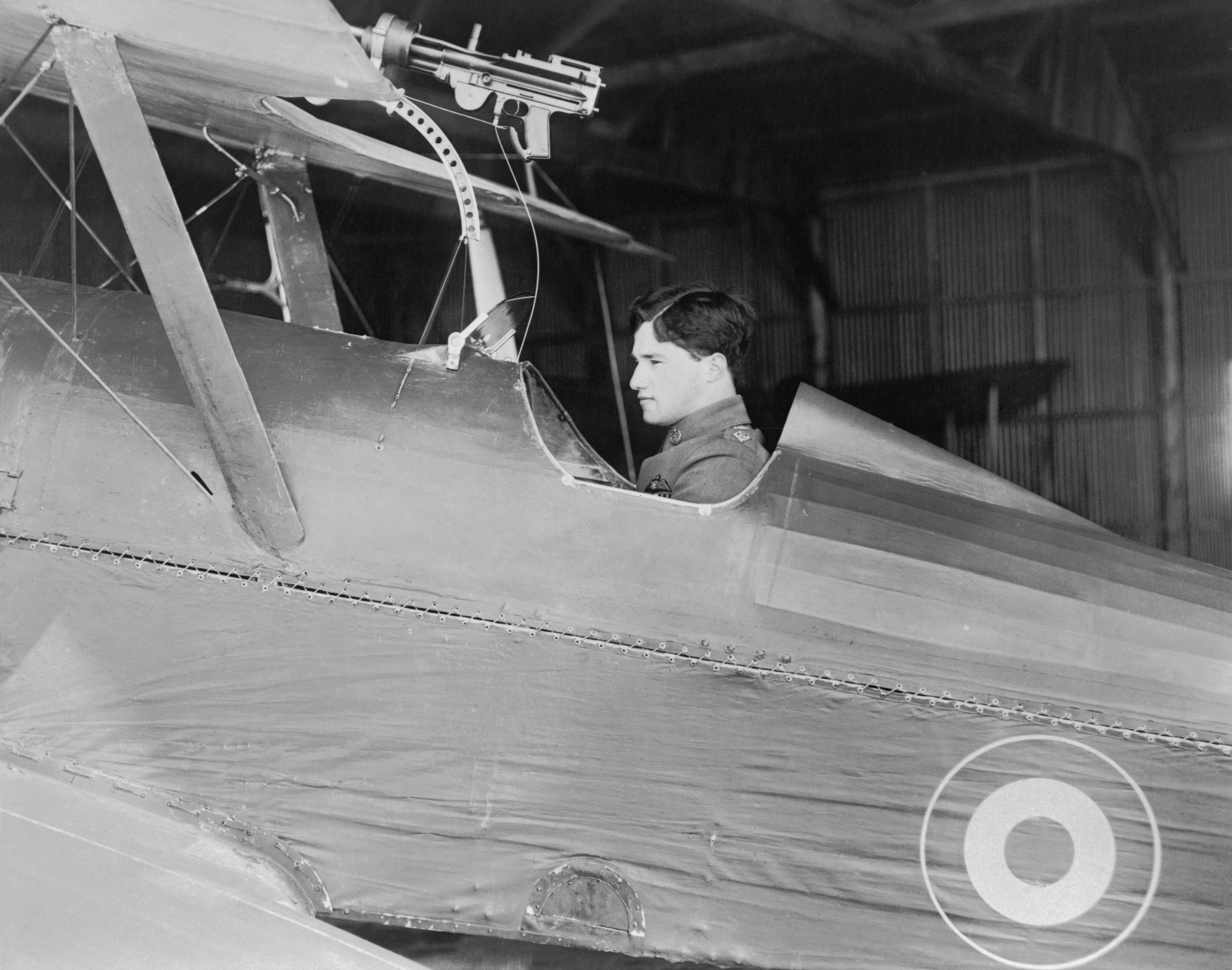
撃墜王アルバート・ボールと愛機S.E.5a。フォスター銃架と機関銃のグリップ部分が見える。

フォスター銃架（フォスターじゅうか、英: Foster mounting）は、第一次世界大戦においてイギリス軍を中心に使用された、機関銃を複葉機の上翼に装備するための架台である。操縦席から操作できる曲線のレールが付いており、飛行中に操縦士が銃弾の詰まりを直したり、弾倉を交換したりすることが可能だった。また、レールの途中から斜め上に向けて発射する戦法も行われた。

## 概要
1916年前半、イギリス陸軍航空隊第11飛行隊のフォスター軍曹は、ニューポール 11戦闘機の上翼にルイス機関銃を装備するための可動式レール銃架を考案した。これは機関銃を、操縦士にとって扱いやすいように、尾部が操縦士の目の前に来る状態で引き下ろせるようにするもので、これにより、飛行中に弾倉を取り換えたり、銃弾の詰まりを直したりすることが極めて容易になった。この銃架はすぐにニューポール 17や24（イギリス軍所属）、S.E.5などの複葉戦闘機に広まり、それら以外の飛行機においても標準の装備品となった。
おそらく当初の意図には含まれていなかったと考えられるが、この銃架を用いることによってルイス機関銃をまっすぐ前だけでなく、敵機の後下方から、前上方へ向けて発射することも可能であった。これは撃墜王アルバート・ボールの好んだ戦法であるとともに、第二次世界大戦においてドイツ空軍の夜間戦闘機で用いられた「斜め銃（シュレーゲムジーク）」方式の前駆をなすものであった。ルイス機関銃の引き金は、まっすぐ前方へ発射するときはケーブルで操作されたが、上向きに発射するときにはピストル形のグリップを握ることで安定させる必要があった。この場合、発射は引き金を引くことで行われた。
フォスター銃架を2つ並べて使用する試みも行われたが、2挺のルイス機関銃の反動と振動が同時に起こることで発生する圧力は、当時の航空機の強く固定されていない翼の中央部にとって危険であると考えられた。
フォスター銃架を使用した場合は射線がプロペラ回転面の外に出るため、同調ギアを必要としなかった。一方、取り付けが可能なのは適切な形状の場合に限定されており、かつ、胴体に直接取り付ける場合に比べて安定性を欠いて振動の影響を受けやすかった。そのため、銃弾の散布範囲は固定銃より広くなっていた。
フォスター銃架の画像としてアブロ 504K夜間戦闘機に装着されたケース（上）とS.E.5aのケース（下）を示す。アブロ504Kの胴体上面と上翼の間隔が広いのに対してS.E.5aはそうでないので、銃ははるかに簡単に手を届かせることができ、銃架もより短く、操縦席に近いものになっていた。